# 因為我們天生一對 (電影)
《因為我們天生一對：電影版》（皇家轉寫：Phro Rao Khu Kan The Movie）是一部泰國2021年浪漫喜劇電影，改編自JittiRain的作品《เพราะเราคู่กัน》及2020年同名電視劇，由瓦奇拉维特·奇瓦雷及梅塔文·歐帕西安卡瓊領銜主演，並由維拉奇·通吉拉執導。
電影原定於2021年4月22日上映，但因2019冠状病毒病疫情反覆，電影上映時間將順延至11月11日泰國上映。

## 演員陣容
註：括號內的演員姓名為小名。

### 主要人物
- 瓦奇拉维特·奇瓦雷（Bright）飾演 Sarawat Guntithanon
- 梅塔文·歐帕西安卡瓊（Win）飾演 Tine Teepakorn

### 聯合主演
- 格拉維·伯恩司裡（日语：コラウィット・ブーンスィ）（Gun）飾演 Green
- 西瓦科恩·勒爾科喬特（Guy）飾演 Dim
- 拉查楠·玛哈菀（Film）飾演 Earn
- 帕蘭妮·琳帕緹雅空（Love）飾演 Pear
- 塔納瓦·拉達納奇派山（Khaotung）飾演 Fong
- 查亞功·朱塔瑪斯（JJ）飾演 Ohm
- 彩拿甘·阿旁蘇提南（Gunsmile）飾演 Boss
- 辛納拉·西里朋查瓦雷（Mike）飾演 Man
- 德雷克·萊德克（Drake）飾演 Mil
- 弗蘭克·薩納薩蘭（英语：Thanatsaran Samthonglai）（Frank）飾演 Phukong
- 吉拉迪·库立亚古（Toptap）饰演 Type

## 原声带
由梅塔文·歐帕西安卡瓊演唱的《Ten Years Later》率先在2021年3月30日發行
，而瓦奇拉维特·奇瓦雷主唱的《One Hug 》則在2021年10月1日發行。

## 發行
電影原定於2021年4月22日上映，但因2019冠状病毒病疫情反覆，電影上映時間將順延。
電影率先在日本上映，最初計劃在日本的30家電影院放映，由於反應積極，總共增加了近100家影院。電影在泰國於11月11日上映，而在香港，電影先在亞洲電影節於10月27日及30日上映，之後定檔於12月在香港電影院上映。

## 外部連結
- 互联网电影数据库（IMDb）上《因為我們天生一對》的资料（英文）